# Битва при Кальчинато
Битва при Кальчинато (фр. Bataille de Calcinato) — сражение в ходе Войны за испанское наследство, произошедшее 19 апреля 1706 года между войсками Габсбургов и Бурбонов.

## Предыстория
Кампания 1706 года в Италии имела, как и прежде, два театра военных действий — Пьемонт и Ломбардию, где австрийская армия пыталась соединиться с войсками Виктора Амадея II и Гвидо фон Штаремберга. После отбытия принца Евгения Савойского в Вену на лечение австрийские войска в Ломбардии оказались оттеснены к озеру Гарда, а французские войска маршала Вандома встали на зимние квартиры в районе Кастильоне-делле-Стивьере и Мантуи.

## Сражение
19 апреля 1706 года маршал Вандом двинулся на имперские позиции в Кальчинато, которые были хорошо защищены, но позиции прусско-имперской группы войск оказались отделены от главных сил близ Монтикьяри на расстоянии 3 лиг (примерно 11 км). С намерением застать вражеские силы врасплох — принц Евгений ещё находился в Вене, а армией командовал граф Ревентлов — Вандом атаковал под покровом ночи. Прибыв к Лонато-дель-Гарда, Вандом бросил войска против имперского авангарда и обратил в бегство драгун, прикрывавших левый фланг противника.
Рано утром основная часть французской пехоты перешла канал Лонато в районе Кальчинато, используя ряд спешно наведённых мостов, рассчитывая стремительно занять холм за деревней. Однако имперцы, заметив манёвры врага, направили все имевшиеся кавалерийские отряды к тому же холму, что позволило им занять холм и разместить на нём восемь батальонов пехоты.
Французы начали штурм в тот же день, с марша пехоты на позиции противника. Пройдя овраги под огнём противника, они вступили в ближний бой на правом фланге имперской армии, обратив противника в бегство. Почти одновременно дрогнули ряды имперской армии на левом фланге. Граф Ревентлов во главе кавалерии предпринял контратаку, нанёс некоторый ущерб французам, но постоянное подтягивание Вандомом резервов и поддержка артиллерии в конце концов привели к разгрому имперской армии и захвату Кальчинато французами.
Заняв позиции имперцев, Вандом воспользовался их беспорядочным отступлением и преследовал их до реки Кьезе. Он также развернул войска в районе Сало и Гавардо. Имперские силы удалось переформировать лишь с возвращением принца Евгения.

## Потери
Цифры французских потерь нечёткие, а имперцы, как считается, потеряли 6000 пехотинцев, по крайней мере 3000 из них попали в плен вместе с 1000 лошадей, 6 пушками, 25 знаменами и 12 штандартами.
Из-за триумфального характера победы король Людовик XIV написал в письме к кардиналу де Нуаиллю, что он «не мог и надеяться на более счастливое и славное преимущество в начале этой кампании, чем то, что мой двоюродный брат герцог Вандом с блеском добыл в Италии».

## Последствия
Вандом был отправлен во Фландрию после сокрушительного поражения французов в битве при Рамильи. В результате катастрофической осады Турина позиции Франции в Италии резко ухудшились, и к концу года все французские войска были изгнаны из Италии.